# Robert Kaelter
Robert Rafael Kaelter (geboren 27. Juli 1874 in Breslau, Deutsches Kaiserreich; gestorben 6. März 1926 in St. Blasien, Deutsches Reich) war Rabbiner in Potsdam und Danzig.

## Leben
Der Vater war Bettfedernhändler in Breslau. Robert Kaelter besuchte das Jüdische Theologische Seminar und die Universität dort seit 1895. In dieser Zeit war er auch als Lehrer an der jüdischen Religionsschule und der Knabenschule tätig. 1902 wurde er zum Rabbiner ordiniert.
Seit diesem Jahr war Kaelter Rabbiner in Potsdam. 1903 weihte er dort die neue Synagoge ein. 1904 heiratete er. Seit 1908 war Robert Kaelter Rabbiner in Danzig. Er war dort auch jüdischer Religionslehrer. 1914 weihte er die Synagoge in Zoppot ein.
Im Ersten Weltkrieg war Kaelter Feldrabbiner und betreute auch verwundete jüdische Soldaten in den Lazaretten. 1920 gründete er mit Felix Fabian ein Komitee zur Hilfe für die zahlreichen ostjüdischen Flüchtlinge, die vor allem aus Russland kamen. Er bemühte sich intensiv um ihre Versorgung und unterstützte sie in ihren Bemühungen um Weiterreise nach Palästina oder Nordamerika. Im Jahr 1921 weihte er für 56 an der Front gefallene jugendliche Juden eine Gedenktafel ein, die in der Großen Synagoge in Danzig angebracht wurde.
Im Sommer 1925 verschlechterte sich sein gesundheitlicher Zustand zunehmend. 1926 starb er während eines Kuraufenthaltes in St. Blasien.
Robert Kaelter war Mitglied in verschiedenen jüdischen und städtischen Organisationen. In Danzig gehörte er der Freimaurerloge Borussia an, in der er 1910/11 Sekretär und 1914 Vorsitzender war.
Robert Kaelter war mit Feodora Cohn seit 1904 verheiratet. Der Sohn Wolfgang (Wolle) Kaelter wurde Rabbiner in den USA seit 1940.

## Schriften
Robert Kaelter verfasste eine Geschichte der jüdischen Gemeinde in Potsdam und ließ einige seiner Predigten drucken.
- Geschichte der jüdischen Gemeinde zu Potsdam, 1903, Neuausgabe 1993 PDF